# Bustillo del Oro
Pour les articles homonymes, voir Bustillo.
Bustillo del Oro est une commune espagnole de la province de Zamora dans la communauté autonome de Castille-et-León.